# 皆野大塚インターチェンジ
皆野大塚インターチェンジ（みなのおおつかインターチェンジ）は、埼玉県秩父郡皆野町にある国道140号皆野寄居バイパス及び同皆野秩父バイパスのインターチェンジ（ハーフインターチェンジ）。ここでは、荒川を挟んで秩父市小柱に位置し、皆野大塚ICと対になってフルインターチェンジを構成する秩父小柱インターチェンジ（ちちぶおばしらインターチェンジ）についても合わせて説明する。

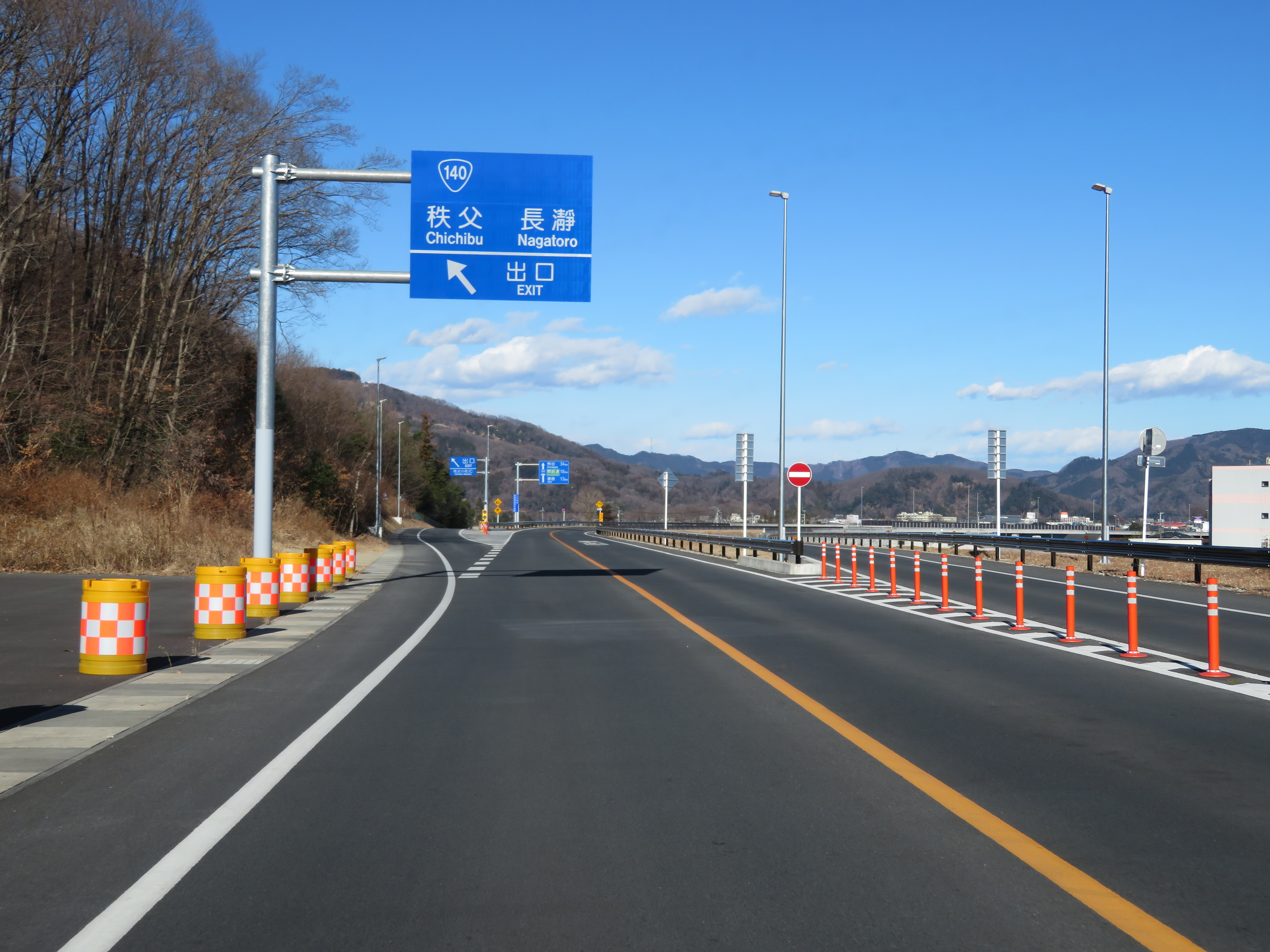
秩父小柱インターチェンジ出口付近

## 道路
- 国道140号（西関東連絡道路）
  - 皆野寄居バイパス（皆野寄居有料道路）（終点）
  - 皆野秩父バイパス（起点）

## 接続する道路
- 国道140号（現道） ※ 皆野大塚ICと直接接続／秩父小柱ICとランプ線新皆野を経由して接続
- 埼玉県道44号秩父児玉線 ※ 秩父小柱ICと直接接続／皆野大塚ICとランプ線新皆野橋を経由して接続

## 構造
皆野大塚ICは、皆野寄居バイパスの終点であると同時に皆野秩父バイパスの起点となり直結している。皆野大塚IC単体では、皆野寄居バイパス（皆野長瀞IC･寄居町方面）と国道140号との間しか行き来できない。一方、荒川を挟んで対岸にある秩父小柱IC単体では、皆野秩父バイパスの秩父蒔田IC・国道299号方面と秩父児玉線との間しか行き来できない。
しかし、この両IC間を皆野秩父バイパスの本線が「秩父やまなみ大橋」で渡河するのに平行して、もう1本橋が架かっており(一部橋脚を共用)、こちらは「新皆野橋」で、皆野大塚IC・国道140号現道と秩父小柱IC・秩父児玉線を連絡しているランプ線となっている。

## 沿革
- 2001年3月28日 - 皆野寄居バイパス部分供用開始に伴い、終点として、現在の皆野大塚ICとなる場所に｢大塚交差点｣として供用開始。当時はランプ構造ではなく、美の山トンネルから上下線がそのまま大塚交差点に至っていた。
- 2010年10月24日 - 新皆野橋（ランプ部・延長0.7km）が開通[1]。これにより、皆野寄居バイパス･国道140号現道と秩父児玉線が接続。
- 2017年3月25日 - 皆野秩父バイパス開通に伴い、終点大塚交差点手前で皆野秩父バイパスと直結・ランプ化し、ハーフICの皆野大塚インターチェンジとして正式併用開始、同時に反対側のハーフIC秩父小柱IC供用開始[2]。

## 周辺
- 皆野大塚IC
  - 皆野町市街地
    - 皆野駅

  - 美の山
  - 和銅遺跡
- 秩父小柱IC

## 隣
皆野寄居バイパス
皆野長瀞IC - 皆野大塚IC
皆野秩父バイパス
皆野大塚IC - 秩父小柱IC - 秩父蒔田IC